# Сегаль, Моисей Абрамович
Моисей Абрамович Сегаль (1891, Шавли ― 1945) ― советский государственный деятель, педагог. Народный комиссар юстиции и прокурор Белорусской ССР (1925―1928). В разные годы был ректором пяти высших учебных заведений, в том числе Казанского государственного университета (1929―1930) и Высшего государственного института кинематографии (1936–1937).

## Биография
Родился в 1891 году в городе Шавли Ковенской губернии в семье служащего и массажистки. С отличием окончил Рижское коммерческое училище. Два года учился в Киевском коммерческом институте. В 1916 году окончил с отличием Юрьевский ветеринарный институт и в качестве ветврача стал участником Первой мировой войны. В марте 1917 года был избран председателем полкового комитета, а затем заместителем председателя Совета солдатских и крестьянских депутатов одного из районов Петрограда. В марте 1918 года добровольцем вступил в ряды Красной армии и в партию большевиков.
В то же время учился на юридическом факультете Петроградского университета. Продолжил учебу на правовом отделении факультета общественных наук Саратовского университета и Донского университета. В 1920 году получил в Ростове-на-Дону диплом юриста. Затем экстерном сдал полный курс экономического факультета Тбилисского политехнического института.
В 1918 году стал помощником начальника и военным комиссаром ветеринарной части на Южном и Кавказском фронтах. В 1922―1923 годах ― военный прокурор Московского округа, в 1923―1924 годах ― военный прокурор Верховного суда РСФСР, в 1924 году ― прокурор при Наркомюстиции РСФСР. В 1925―1928 годах ― народный комиссар юстиции и прокурор Белорусской ССР.
С 1927 по 1928 год был доцентом, заместителем декана факультета права Белорусского государственного университета.
С июня 1928 года был деканом факультета советского права Казанского государственного университета. С 20 апреля 1929 года исполнял обязанности ректора КГУ. 29 мая 1929 года был утвержден на посту ректора КГУ с оставлением в должности декана факультета советского права. Возглавлял Казанский университет до февраля 1930 года. В этот период в университете было введено обязательное преподавание латинского языка на медицинском факультете и преподавание татарского языка на физико-математическом и медицинском факультетах.
С мая 1930 по март 1931 года работал директором (ректором) Среднеазиатского государственного университета в Ташкенте.
В 1931 году был назначен директором Московского государственного педагогического института имени А. С. Бубнова. После разгромной статьи в газете «Правда» о недостатках работы института в августе 1935 года был уволен и отправлен на персональную пенсию.
C 21 сентября 1936 по 26 октября 1937 года был директором Высшего государственного института кинематографии.
С 1937 по 1939 год ректор Московского юридического института. Затем директор управления Пятигорского курорта Наркомздрава СССР.
Личное дело члена ВКП(б) Моисея Абрамовича Сегаля было погашено Ставропольским ОК ВКП(б) 21 августа 1945 года по причине смерти.
Жена — Людмила Георгиевна Сегаль, сотрудница секретариата Политбюро ЦК ВКП(б). В семье было четверо детей.